# Javhenyija Minyevszkaja
Javhenyija Minyevszkaja (belaruszul: Яўгенія Мінеўская; Minszk, 1992. október 31. –) fehérorosz születésű, német válogatott kézilabdázó, jobbátlövő.

## Pályafutása

### Klubcsapatokban
Pályafutását a DJK/MJC Trier együttesében kezdte, majd miután családjával Rostockba költözött, a PSV Rostock játékosa lett. 2005-ben szerződtette a Thüringer HC, ahol nyolc évet töltött. 2011-ben, 2012-ben és 2013-ban bajnoki címet, 2011-ben és 2013-ban Német Kupát nyert a csapattal, a 2008-2009-es szezonban pedig bejutottak a EHF Challenge Cup döntőjébe, ott azonban összesítésben a francia Nimes jobbnak bizonyult. 2012-ben rövid ideig kettős játékengedéllyel a másodosztályú SG 09 Kirchhof együttesében is pályára lépett volna, de súlyos sérülése miatt az idény nagy részét ki kellett hagynia. 2013 nyarán a TuS Metzingen igazolta le. A 2013-2014-es idényben 239 találatot szerezve ő lett a Bundesliga legeredményesebb játékosa, holtversenyben Katrin Schneiderrel. A 2015-2016-os idényt megelőzően a Handball Club Leipzig szerződtette. 2016-ban kupagyőztes volt a csapattal, majd 2017 nyarán visszatért a Thüringerhez. 2019 nyarán pályafutása során először légiósnak állt, és a francia Brest Bretagne Handball, majd egy szezon elteltével a román Râmnicu Vâlcea játékosa lett.

### A válogatottban
2012. június 3-án debütált a német válogatottban. Részt vett a 2013-as és 2015-ös világbajnokságon, valamint a 2014-es Európa-bajnokságon.

## Családja
Édesapja, Andrej Minyevski 1992-ben olimpiai bajnok volt az egyesített csapat színeiben, édesanyja, Szvetlana Minyevszkaja pedig a szovjet válogatottal lett világbajnok 1986-ban és 1990-ben.